# Королькова Ганна Миколаївна
Га́нна Микола́ївна Королько́ва (уроджена Глазкова; рос. Анна Николаевна Королькова; *3 лютого 1892, с. Стара Тойда, Бобровський повіт, Воронезька губернія, Російська імперія — 2 січня 1984, м. Воронеж, РСФСР, СРСР) — радянська російська письменниця-казкарка, член Спілки письменників СРСР (1957).
Її казки видавали як у СРСР, так і за рубежем, зокрема німецькою (1970) та японською мовами (1976).

## Біографія
Народилася 3 лютого 1892 року у селі Стара Тойда (нині — Аннинського району) Воронезької області в селянській сім'ї.
З 9 років працювала нянькою, батрачкою, прислугою. У 20-річному віці дівчину видали заміж у велику родину, де вона стала десятою за ліком невісткою. Жили в скруті, бідували, надто тяжкий час випав під час голоду 1920—1921 років. Ганна займалась селянською працею і виховувала своїх дітей, яких у неї було шестеро. 

Русские народные сказки, М., 1969

У 1933 році сім'я Ганни Королькової переїхала до Воронежа, де її чоловік працював на заводі, а вона займалась вихованням дітей.
Починаючи з 1937 року вона стала складати власні казки. У 1941 році у Воронежі вийшов друком перший збірник казок Королькової. Пізніше її книги багаторазово видавали у Воронежі та Москві, а в підготовці видань творів Королькової брали участь письменники та фольклористи В. О. Тонков, О. І. Шубін, М. М. Сергеєнко, Г. Г. Воловик. Видання казок Королькової було здійснене також відомою московською фольклористкою Е. В. Померанцевою (Москва, видавництво Академії наук СРСР, 1969).
У 1957 році Королькову прийняли у Спілку письменників СРСР.
Померла Ганна Королькова 2 січня 1984 року у Воронежі.

## Нагороди та пам'ять
Ганна Миколаївна Королькова удостоїлась таких відзнак:
- Орден Трудового Червоного Прапора (18 лютого 1972);
- медалі.

Її ім'я вшановано на рідній Воронежчені (Росія);
- Одна з вулиць села Стара Тойда носить ім'я Королькової. Також її ім'ям названо вулиця в Лівобережному районі міста Воронежа (1997).
- У Старотойденській середній школі Аннинського району зібрали матеріал й відкрили музей Г. М. Королькової.
- Її ім'я носить також воронезька бібліотека сімейного читання № 39 (вул. Цимлянська, 6), а на домі, де жила Ганна Миколаївна (Ленінський проспект, 12) у рік століття казкарки було встановлено меморіальну дошку, так само відмічено ще один, будинок, пов'язаний з ім'ям Королькової — в перевулку Прохладному, 14.